# Base Aérea de Yokota
La Base aérea de Yokota (横田空軍基地 Yokota Kūgun Kichi?), es una base de la Fuerza Aérea de Estados Unidos, localizada en la ciudad de Fussa en Tokio, Japón. La base funciona como el cuartel general del ejército de Estados Unidos estacionado en Japón. Alberga a 14.000 efectivos, y es usada para misiones aéreas que abarcan el este asiático.  La base tiene un área de 136,413 m² y tiene una pista aérea de 3,350 m.

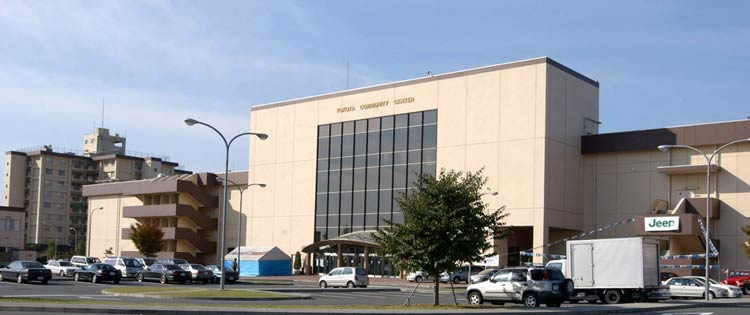
Centro Comunitario de Yokota, donde hay instalaciones comerciales y de alimentación.

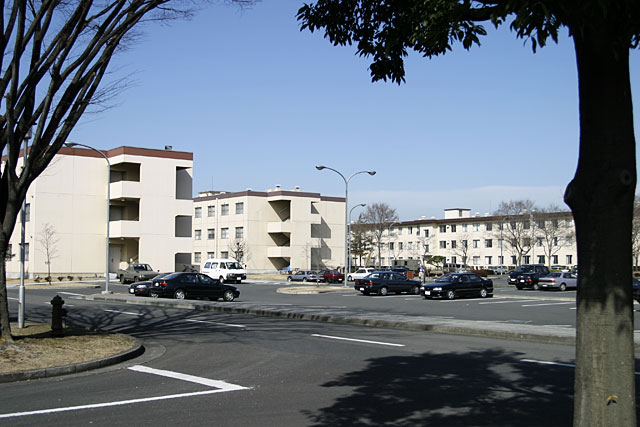
Área residencial.

El desarrollo de la base aérea de Yokota comenzó cuando el Ejército Imperial de Japón construyó el campo aéreo de Tama en los mismos terrenos en 1940.  Las instalaciones fueron tomadas por Estados Unidos el 4 de septiembre de 1945, al finalizar la Segunda Guerra Mundial.  Las instalaciones fueron expandidas a partir de ese momento y hasta 1960 la base aérea alcanzó su tamaño actual.
Durante la guerra de Corea, la base aérea de Yokota fue utilizada para encabezar las misiones B-29.  La base fue el punto de envío de los B-52 usados en la guerra de Vietnam.  En 1971, las unidades de combate de Yokota fueron transferidas a las bases de Kadena y Misawa.  El gobierno japonés anunció en 2005 que la base albergaría al cuartel general de las Fuerzas de Defensa Japonesas.  La base también podría ser utilizada como alternativa para aliviar picos de tráfico aéreo de los aeropuertos de Haneda y Narita, aunque esta operación no es regular.

## Festival de la Amistad
Anualmente, la base aérea abre sus puertas al público durante dos días de agosto. Aproximadamente doscientos mil visitantes acuden a la base para apreciar las exposiciones sobre su historia y los aviones de combate y carga.